# Nachtfalter (Walzer)
Nachtfalter ist ein Walzer von Johann Strauss (Sohn) (op. 157). Das Werk wurde am 28. August 1854 in Ungers Kasino in Wien erstmals aufgeführt.